# Husby, Lena socken
Husby är en by i Lena socken och Uppsala kommun. Troligen har husabyns ursprungliga namn varit Talinge, som är namnet på den åtting som omfattade jord i Husby och dess närmaste grannskap i Lena och Ärentuna socknar.
Husby omtalas första gången 1280, då kung Magnus på kronans vägnar bytte till sig åtta öresland i Husby av Birger Petersson (Finsta-ätten) mot lika mycket jord i Husby, Tensta. 1291 uppges Uppsala domkyrka ha jord i Husby. 1413 innehade Bengt Stensson (Natt och Dag) fyra gårdar i Husby som förläning. Byn omfattade 1540-68 tre mantal krono och ett mantal skatte.